# Menno Heerkes
Menno Heerkes (Hardenberg, 22 juli 1993) is een Nederlands voetballer die als middenvelder voor VV Hoogeveen speelt. Hij is de zoon van Gert Heerkes.

## Carrière
Menno Heerkes maakte deel uit van de gezamenlijke jeugdopleiding van SC Heerenveen en FC Emmen. In het seizoen 2011/12 maakte hij deel uit van de selectie van FC Emmen. Hij kwam hier niet in actie, en zat alleen tijdens de thuiswedstrijd tegen FC Oss (1-3) op de bank. Tijdens het seizoen erna, 2012/13, was hij deel van de selectie van SC Heerenveen. Hier kwam hij ook niet in actie, en zat ook maar één keer op de bank. In 2014 vertrok hij naar Heracles Almelo. Hier maakte hij zijn debuut in het betaald voetbal op 27 oktober 2015, in de met 3-1 gewonnen thuiswedstrijd in de KNVB beker tegen de Koninklijke HFC. 
In 2016 vertrok hij naar SV Meppen dat uitkwam in de Regionalliga Nord. Hij promoveerde met de club in 2017 naar de 3. Liga maar kwam daarna niet veel meer aan bod. Medio 2018 ging Heerkens naar HHC Hardenberg in de Tweede divisie, maar hij verliet die club na een half jaar omdat hij dat niet met zijn reguliere werk kon combineren. Sinds 2019 speelt hij voor derdedivisionist VV Hoogeveen.

### Statistieken
| Seizoen                   | Club            | Land           | Competitie        | Competitie | Competitie | Beker | Beker | Totaal | Totaal |
| Seizoen                   | Club            | Land           | Competitie        | Wed.       | Dlp.       | Wed.  | Dlp.  | Wed.   | Dlp.   |
| ------------------------- | --------------- | -------------- | ----------------- | ---------- | ---------- | ----- | ----- | ------ | ------ |
| 2011/12                   | FC Emmen        | Nederland      | Eerste divisie    | 0          | 0          | 0     | 0     | 0      | 0      |
| 2012/13                   | SC Heerenveen   | Nederland      | Eredivisie        | 0          | 0          | 0     | 0     | 0      | 0      |
| 2013/14                   | SC Heerenveen   | Nederland      | Eredivisie        | 0          | 0          | 0     | 0     | 0      | 0      |
| 2014/15                   | Heracles Almelo | Nederland      | Eredivisie        | 0          | 0          | 0     | 0     | 0      | 0      |
| 2015/16                   | Heracles Almelo | Nederland      | Eredivisie        | 3          | 0          | 1     | 0     | 4      | 0      |
| 2016/17                   | SV Meppen       | Duitsland      | Regionalliga Nord | 24         | 0          | 1     | 0     | 25     | 0      |
| 2017/18                   | SV Meppen       | Duitsland      | 3. Liga           | 4          | 0          | 0     | 0     | 4      | 0      |
| 2018/19                   | HHC Hardenberg  | Nederland      | Tweede divisie    | 2          | 0          | 1     | 0     | 3      | 0      |
| Carrièretotaal            | Carrièretotaal  | Carrièretotaal | Carrièretotaal    | 33         | 0          | 3     | 0     | 36     | 0      |
| Bijgewerkt op 6 juli 2019 |                 |                |                   |            |            |       |       |        |        |